# داوود ملاپور
داوود ملاپور (زاده ‍۱۳۱۷ - تهران) تهیه‌کننده، کارگردان، فیلم‌نامه‌نویس ایرانی است.

## کارگردان
- جدال در کویر (۱۳۵۱)
- شب اعلام (۱۳۴۹)
- بابا کوهی (۱۳۴۸)
- شوهر آهو خانم (۱۳۴۷)

## نویسنده
- جدال در کویر (۱۳۵۱)
- بابا کوهی (۱۳۴۸)
- شوهر آهو خانم (۱۳۴۷)

## تهیه‌کننده
- شب اعلام (۱۳۴۹)
- بابا کوهی (۱۳۴۸)
- شوهر آهو خانم (۱۳۴۷)

## بازیگر
- مشکل آقای اعتماد (۱۳۵۶)